# Make It or Break It - Giovani campionesse
Make It or Break It - Giovani campionesse (Make It or Break It) è una serie televisiva statunitense di genere drammatico che segue le vite di alcune giovani atlete di ginnastica che sognano di competere nelle Olimpiadi.
La serie è stata creata da Holly Sorensen che svolge anche la funzione di produttore esecutivo, affiancata da Paul Stupin (già al lavoro in Dawson's Creek).
Negli Stati Uniti d'America la serie ha esordito il 22 giugno 2009 su ABC Family, mentre in Italia è arrivata in anteprima sul canale satellitare Fox il 19 novembre 2009. In chiaro le prime due stagioni sono state trasmesse dal 14 novembre 2011 su Italia 1, mentre la terza è ancora inedita.
Il doppiaggio della versione italiana è stato diretto, per le prime due stagioni, da Danilo De Girolamo, mentre la terza, in seguito alla scomparsa del sig. De Girolamo, è stata diretta da Fabrizio Manfredi e dedicata alla sua memoria. Gli autori dei dialoghi italiani sono Danilo De Girolamo, Maria Gabriella Petti e Giselle Spiteri Miggiani.

## Trama
La serie, ambientata nel mondo della ginnastica artistica, segue Payson, Kaylie, Lauren ed Emily, quattro giovani promesse olimpiche che si allenano a Boulder (Colorado), alla Rocky Mountains Gym, conosciuta come The Rock. Mentre le loro abilità rendono ogni ragazza una potenziale medaglia d'oro alle Olimpiadi, il gruppo è continuamente in balia di vari conflitti interiori che rischiano di distrarle dal loro obiettivo. Con l'aiuto di Sasha Belov, il loro rude ma sensibile coach, le ginnaste dovranno affrontare e superare i loro problemi per riuscire a vincere.

## Produzione
La serie ha esordito sul canale ABC Family il 22 giugno 2009 con 10 episodi ordinati e, visto il buon esordio, il network ha ordinato altri dieci episodi il 27 luglio successivo portando la stagione a un totale di 20 episodi. A gennaio del 2010, la serie è stata rinnovata per una seconda stagione che, a partire dal 13 luglio 2010, va in onda, in Patria, dopo i nuovi episodi di Pretty Little Liars.

## Personaggi e interpreti

### Personaggi principali
- Payson Keeler, interpretata da Ayla Kell, doppiata da Elena Perino.
Competitiva e perfetta miglior ginnasta, dotata di grande bellezza. Dopo l'infortunio passa un brutto periodo, che riuscirà a superare solo con l'aiuto di Sasha. Ritornerà poi nel mondo della ginnastica, più motivata e brava che mai. Diventerà grande amica di Max, nuovo atleta della Rock, e pian piano l'amicizia si trasformerà in amore. Max la lascerà, perché è indeciso sul suo futuro. Alla fine Payson scoprirà che la sua indecisione è la bisessualità. Lei ne rimane sconvolta ma riuscirà a riprendersi grazie a un nuovo ragazzo di nome Rigo, di cui si innamorerà subito, dal quale è ricambiata.
- Emily Kmetko, interpretata da Chelsea Hobbs, doppiata da Benedetta Ponticelli.
Talento naturale, ma introversa e testarda, è una ragazza timida con una storia familiare difficile che ne condiziona la fiducia nei propri mezzi. Emily sarà protagonista di molti scandali che la porteranno a lasciare la ginnastica, come rubare dei medicinali per il fratello. Rimane incinta in seguito a una relazione con Damon Young e deciderà di tenere il bambino lasciando The Rock e andando a vivere a Las Vegas con la nonna.
- Kaylie Cruz, interpretata da Josie Loren, doppiata da Valentina Favazza.
Volenterosa e bella ginnasta inizialmente non riesce a dimostrare il suo vero talento. Quando però la sua compagna di squadra Payson si fa male alla schiena durante i nazionali, ottiene la medaglia d'oro e il titolo di campionessa nazionale. Proprio questo titolo la metterà sotto pressione e la spingerà a battere la ginnasta più brava del mondo, Genjii Cho, e tutto ciò porterà lo sviluppo della sua malattia, l'anoressia. Dopo un periodo di convalescenza però, ritornerà a far parte della squadra mondiale. Dopo la vittoria a Rio lei e Austin si fidanzeranno, ma in seguito si lasceranno perché Austin le darà colpa per la fine della sua carriera, quando lui rifletterà e capirà che Kaylie lo faceva per il suo bene, così ritorneranno insieme.
- Lauren Tanner, interpretata da Cassie Scerbo, doppiata da Francesca Manicone.
Bomba sexy, antipatica, bionda e ricca, è una ragazza viziata che nonostante le sue qualità atletiche e gli agi in cui è cresciuta, non riesce mai a essere soddisfatta e felice ed è verde dalla gelosia per le compagne, causando non pochi problemi. Fra lei, Payson e Max ci sarà un triangolo amoroso. Nella terza stagione si scopre che ha una aritmia e che per questo dovrà sottoporsi a un'operazione.
- Carter Anderson, interpretato da Zachary Burr Abel, doppiato da Marco Vivio.
Bell'atleta fidanzato di Kaylie, che finisce però con il perderla dopo averla tradita con Lauren. Dopo aver lasciato anche lei, si fidanza con Kelly Parker e la lascia.
- Chloe Kmetko, interpretata da Susan Ward, doppiata da Giò Giò Rapattoni.
Madre di Emily, molto giovane e sexy che fa di tutto per aiutare la famiglia, ma non sempre nel modo giusto. Infatti la figlia è molto più responsabile di lei. Lavora in uno strip-club come barista, con il nome di "Bambi".
- Sasha Belov, interpretato da Neil Jackson.
Campione di ginnastica e figlio d'arte. Duro ma dolce e premuroso nuovo coach della Rock. Aiuterà le ragazze a migliorare, ma poi, a causa di uno scandalo sarà costretto ad andarsene. In seguito ritornerà ad allenare le ragazze della Rock e sarà nominato coach della squadra mondiale americana.
- Summer Van Horne, interpretata da Candace Cameron Bure, doppiato da Monica Ward.
Direttrice della "Rock". Ha un rapporto con il padre di Lauren e poi con Sasha, quando questo scomparirà ritornerà con Steve. Ci appare molto premurosa nei confronti della figlia di Steve, Lauren, infatti per lei nutre un grande affetto che, talvolta, la costringerà a mettere in secondo piano i suoi desideri.
- Damon Young, interpretato da Johnny Pacar, doppiato da Emiliano Coltorti.
Ambizioso musicista e chitarrista della band Shelter Pups insieme con Razor, prova subito qualcosa per Emily che ricambia il suo amore. In seguito Emily lo lascerà e lui incomincerà a provare dei sentimenti per Kaylie che nel frattempo lo aveva aiutato a esaudire il suo sogno, incidere un secondo album. Quando Emily rivelerà di essere incinta, Damon deciderà di seguirla e prendersi le proprie responsabilità.
- Austin Tucker, interpretato da Zane Holtz.
Medaglia d'oro alle Olimpiadi 2008, nuovo membro della "Rock". Rimane subito colpito da Kaylie, ma quando si accorge che l'anoressia la sta uccidendo diviene preoccupato per lei, pensando che la sua situazione sia la stessa della sorellina minore. Dopo questo periodo iperprotettivo decide di aiutarla ad allenarsi e fra loro nascerà pian piano un profondo amore, ma poi la lascerà perché le darà la colpa dal momento che non verrà preso nella squadra delle Olimpiadi, per poi tornare insieme dopo che lui ha riflettuto.
- Kelly Parker, interpretata da Nicole Anderson.
Rivale delle quattro protagoniste si allena a Denver ed è una delle più forti atlete dello Stato, faceva concorrenza a Payson prima del suo infortunio, non perde occasione per stuzzicarle e infastidirle. Talvolta si allena alla "Rock" in quanto sede della squadra nazionale. In queste situazioni cercherà sempre di mettere sotto pressione le sue rivali più accanite. In realtà lo fa perché campionessa mondiale sfruttata da sua madre, e non è cattiva, ma cerca solo, come dice a Payson, di intimidire la concorrenza. Kaylie riesce a vedere il suo lato migliore e cerca di essere sua amica, ma a causa di un malinteso si allontana da lei.
- Max Spencer, interpretato da Joshua Bowman.
È un nuovo membro della Rock. All'inizio mostra un interesse verso Payson, il quale sembra ricambiato, ma poiché Payson crede che un ragazzo gli sia di intralcio nella sua vita agonistica, rifiuta. In seguito incomincia una relazione con Lauren. Quando però lei gli offre il suo corpo, lui dice di non essere pronto e scappa. Più tardi nello stesso episodio Payson gli confessa di amarlo e che vorrebbe stare con lui e lo bacia però lui confuso se ne va. Sconvolto per quello appena accaduto si ubriaca e viene ritrovato da Austin. Quest'ultimo cerca di aiutare l'amico, però riceve un bacio. Così facendo Max rivela ad Austin di essere bisessuale.

### Personaggi ricorrenti
- Razor, collega di Emily (che dal primo episodio che se ne innamora) da Pizza Shak e cantante della band Shelter Pups, interpretato da Nico Tortorella
- Alex Cruz, padre di Kaylie, ex campione sportivo, interpretato da Jason Manuel Olazabal.
- Ronnie Cruz, madre di Kaylie, incise un singolo di successo negli anni 80, interpretata da Rosa Blasi.
- Leo Cruz, fratello di Kaylie, studia al college, interpretato da Marcus Coloma.
- Mark Keeler, padre di Payson, interpretato da Brett Cullen.
- Kim Keeler, madre di Payson e co-direttrice della palestra insieme con Summer, interpretata da Peri Gilpin, doppiata da Alessandra Korompay.
- Becca Keeler, sorella di Payson e giovane promessa della ginnastica, interpretata da Mia Rose Frampton.
- Steve Tanner, padre di Lauren, interpretato da Anthony Starke.
- Marty Walsh, ex allenatore della The Rock, interpretato da Erik Palladino.
- Brian Kmetko, fratello disabile di Emily, interpretato da Wyatt Smith.
- Ellen Beals, membro del Comitato Nazionale Ginnastica, interpretato da Michelle Clunie.

## Episodi
| Stagione         | Episodi | Prima TV USA | Prima TV Italia |
| ---------------- | ------- | ------------ | --------------- |
| Prima stagione   | 20      | 2009-2010    | 2009-2010       |
| Seconda stagione | 20      | 2010-2011    | 2011-2012       |
| Terza stagione   | 8       | 2012         | 2012            |

## Edizioni DVD
Walt Disney Studios Home Entertainment ha distribuito i primi 10 episodi in un cofanetto intitolato Make It or Break It – Volume 1: Extended Edition. Il materiale extra include scene tagliate, un finale inedito e una featurette "Making It" che mostra come gli attori riescono a gestire le difficili acrobazie.